# Kreissparkasse Kusel
Die Kreissparkasse Kusel ist eine rheinland-pfälzische Sparkasse mit Sitz in Kusel. Sie ist eine Anstalt des öffentlichen Rechts und entstand bis 1966 aus der Fusion der Kreissparkassen Kusel, Lauterecken und Wolfstein.

## Organisationsstruktur
Das Geschäftsgebiet der Kreissparkasse Kusel umfasst den Landkreis Kusel, welcher auch Träger der Sparkasse ist. Rechtsgrundlagen sind das Sparkassengesetz für Rheinland-Pfalz und die Satzung der Sparkasse. Organe der Sparkasse sind der Verwaltungsrat und der Vorstand.
Die Kreissparkasse Kusel ist Mitglied des Sparkassenverbandes Rheinland-Pfalz und über diesen auch im Deutschen Sparkassen- und Giroverband.

## Geschäftszahlen
Die Kreissparkasse Kusel wies im Geschäftsjahr 2023 eine Bilanzsumme von 1,981 Mrd. Euro aus und verfügte über Kundeneinlagen von 1,312 Mrd. Euro. Gemäß der Sparkassenrangliste 2023 liegt sie nach Bilanzsumme auf Rang 239. Sie unterhält 17 Filialen/Selbstbedienungsstandorte und beschäftigt 302 Mitarbeiter.

## Sparkassen-Finanzgruppe
Die Kreissparkasse Kusel ist Teil der Sparkassen-Finanzgruppe und gehört damit auch ihrem Haftungsverbund an. Er sichert den Bestand der Institute und sorgt dafür, dass sie auch im Fall der Insolvenz einzelner Sparkassen alle Verbindlichkeiten erfüllen können. Die Sparkasse vermittelt Bausparverträge der regionalen Landesbausparkasse, offene Investmentfonds der Deka und Versicherungen der Versicherungskammer Bayern. Im Bereich des Leasing arbeitet die Kreissparkasse Kusel mit der  Deutschen Leasing zusammen. Die Funktion der Sparkassenzentralbank nimmt die Landesbank Baden-Württemberg wahr.

## Geschichte
Die Vorläuferinstitute der heutigen Kreissparkasse Kusel sind die 1878 gegründeten Distriktsparkassen Kusel, Lauterecken und Wolfstein. Zunächst fusionierten die 1925 in "Bezirkssparkasse" bzw. 1939 in "Kreissparkasse" umbenannten Sparkassen Kusel und Wolfstein im Jahr 1959. Die Kreissparkasse Lauterecken wurde schließlich 1966 übernommen.
Noch bis in die 1950er Jahre waren die Institute nur mit wenigen Filialen in ihrem Geschäftsgebiet präsent. Dann wurde das Filialnetz aufgrund der steigenden Nachfrage rasant ausgebaut und erreichte bis 1978 mit 44 Geschäftsstellen ihren Höhepunkt. Seitdem ging die Zahl der Geschäftsstellen wieder bis auf nunmehr neun zurück, auch der Sparkassenbus als mobile Filiale zur Bargeldversorgung auf dem Land wurde im Jahr 2017 eingestellt.